# Asian Rugby Championship 1976
El Asian Rugby Championship  de 1976 fue la 5.ª edición del principal torneo asiático de rugby.

## Clasificación
| Pos. | Equipo        | Encuentros | Encuentros | Encuentros | Encuentros | Tantos  | Tantos    | Tantos     | Puntos Totales |
| Pos. | Equipo        | jugados    | ganados    | empatados  | perdidos   | a favor | en contra | diferencia | Puntos Totales |
| ---- | ------------- | ---------- | ---------- | ---------- | ---------- | ------- | --------- | ---------- | -------------- |
| 1    | Japón         | 4          | 4          | 0          | 0          | 194     | 21        | + 173      | 8              |
| 2    | Corea del Sur | 4          | 3          | 0          | 1          | 103     | 41        | + 62       | 6              |
| 3    | Taiwán        | 4          | 1          | 0          | 3          | 46      | 82        | - 32       | 2              |
| 4    | Tailandia     | 4          | 1          | 0          | 3          | 38      | 84        | - 46       | 2              |
| 5    | Malasia       | 4          | 1          | 0          | 3          | 25      | 178       | - 153      | 2              |

Nota: Se otorgan 2 puntos al equipo que gane un partido, 1 al que empate y 0 al que pierda

### Partidos
| 12 de noviembre | Japón | 42 - 6 | Taiwán |  |  |

| 12 de noviembre | Corea del Sur | 58 - 6 | Malasia |  |  |

| 14 de noviembre | Japón | 95 - 3 | Malasia |  |  |

| 14 de noviembre | Tailandia | 4 - 16 | Taiwán |  |  |

| 16 de noviembre | Japón | 46 - 9 | Tailandia |  |  |

| 16 de noviembre | Corea del Sur | 20 - 11 | Taiwán |  |  |

| 18 de noviembre | Malasia | 16 - 13 | Taiwán |  |  |

| 18 de noviembre | Corea del Sur | 22 - 13 | Tailandia |  |  |

| 20 de noviembre | Corea del Sur | 3 - 11 | Japón |  |  |

| 20 de noviembre | Tailandia | 12 - 0 | Malasia |  |  |

| Bandera de Japón |
| Campeón Japón    |
| Quinto título    |